# ディミタル・テルキウスキ
ディミタル・テルキウスキ（ブルガリア語: Димитър Телкийски、1977年5月5日 - ）は、ブルガリアの元サッカー選手、現サッカー指導者。元ブルガリア代表。選手時代のポジションはMF。
ユース時代から在籍したPFCボテフ・プロヴディフのサポーターからは、ブルガリア語でクマのウィニーに相当する名前であるメチョ（Мечо）の愛称で呼ばれる。

## クラブ歴
1990年にボテフ・プロヴディフの下部組織で選手となりトップチームに昇格した。1996年にはFCチルパンにレンタル移籍。
1999年にレフスキ・ソフィアに移籍すると早速クラブはA PFGを3連覇したが、彼自身は控えとして起用されるに止まった。彼がレギュラーの座を掴み取ったのは2003年に入ってからの事であった。2006年には再びリーグを制し、彼としてはレフスキ・ソフィアで4回目のリーグタイトル獲得となった。UEFAカップ 2005-06では準々決勝に、UEFAチャンピオンズリーグ 2006-07でもグループステージに進出し、ブルガリアのクラブとしては初めての快挙を達成した。
2008年1月3日にはチームメイトのエリン・トプザコフとともにハポエル・テルアビブFCに移籍。7日に公式に契約を結び、彼の背番号は31番となった。12日のハポエル・ケファル・サバFC戦でトプザコフとともに初出場したが、2-1で敗北した。ハポエル・ヘルツリーヤFC戦で初得点し、3-2の勝利に貢献した。同年のサポーター年間最優秀選手賞をトプザコフとともに受賞した。
2009年7月18日にはFCアムカル・ペルミに1年半の契約で移籍し、8月8日のPFC CSKAモスクワ戦でニコライ・ジルヤイェフと83分に交代し初出場。
しかし、10月13日に自由契約でレフスキ・ソフィアに復帰、背番号は32番となった。古巣ではすぐに溶け込み4試合で3アシストを決めた。このシーズンは16試合に出場し6アシストで終え、3位に沈んだもののUEFAヨーロッパリーグ 2010-11への出場権を獲得した。2010年5月31日に2012年夏まで契約を延長した。
2010年8月10日にはチームメイトのトプザコフと共に再びイスラエルに向かい、ハポエル・ラマト・ガン・ギヴァタイムFCに移籍した。
2011年10月にはブルガリアに帰還し、PFCロコモティフ・ソフィアに加入したが、クラブの経済的な事情により12月初頭に退団。12月21日にPSFCチェルノモレツ・ブルガスに加入。しかし翌年3月21日に膝に怪我を負ってしまい出場は僅か4試合に止まり、6月には契約も切れた。その6月に再びロコモティフ・ソフィアに加入し1シーズン在籍、選手を引退した。

## 代表歴
2004年11月17日のアゼルバイジャン代表との親善試合でブルガリア代表として初出場した。2006年9月6日のスロベニア代表戦で初得点。

## 監督歴
2016-17シーズンにレフスキ・ソフィアのU-19チームの監督に就任し指導者となった。
2017年6月9日に2部のFCオボリシテ・パナギュリシテのアシスタントマネージャーに就任。

## プレースタイル
右のウィンガーあるいはセントラルミッドフィールダーとしてプレーした選手で、フリーキックやペナルティキックの名手であった。その他方で俊足でもあり、ドリブラーとしても活躍した。

## 個人成績
代表での得点一覧
| #  | 日附         | 場所                                   | 対戦相手     | 得点 | 結果 | 大会                                    |
| -- | ------------ | -------------------------------------- | ------------ | ---- | ---- | --------------------------------------- |
| 1. | 2006年9月6日 | ソフィア・ヴァシル・レフスキ国立競技場 | スロベニア   | 3-0  | 3-0  | UEFA EURO 2008予選                      |
| 2. | 2009年6月6日 | ソフィア・ヴァシル・レフスキ国立競技場 | アイルランド | 1-1  | 1-1  | 2010 FIFAワールドカップ・ヨーロッパ予選 |
| 3. | 2009年9月5日 | ソフィア・ヴァシル・レフスキ国立競技場 | モンテネグロ | 2-1  | 4-1  | 2010 FIFAワールドカップ・ヨーロッパ予選 |

## タイトル

### クラブ
レフスキ・ソフィア
- ブルガリアプロサッカーリーグ: 2000, 2001, 2002, 2006, 2007
- ブルガリア・カップ: 2000, 2002, 2003, 2005, 2007
- ブルガリア・スーパーカップ: 2005, 2007

### 個人
- サポーター年間最優秀選手賞: 2008
- イスラエル年間最優秀ゴール: 2008